# Umbriatico
Umbriatico ist eine italienische Stadt in der Provinz Crotone in Kalabrien mit 726 Einwohnern (Stand 31. Dezember 2023).

## Lage und Daten
Umbriatico liegt 60 km nordwestlich von Crotone auf Ausläufern des Sila Gebirges. Die Nachbargemeinden sind Campana (CS), Carfizzi, Cirò, Crucoli, Pallagorio, Scala Coeli (CS) und  Verzino. Umbriatico, das sich auf einem Felsplateau hoch über Bachschluchten erhebt, lässt sich nur über eine große Brücke auf 9 Pfeilern erreichen. Die Straße von der ionischen Küste nach Umbriatico wurde in den Jahren 1914 bis 1925 erbaut.

## Geschichte
Schon vor der Besiedlung der Griechen befand sich hier eine Ortschaft. Der heutige Ort wurde 700 von griechischen Zuwanderern aus Crotone gegründet und trug den Namen Bristacia. Später wurde der Ort dann zu Euria, das in der byzantinischen Sprache dann zu Evria, schließlich zu Evriaticon wurde. Daraus entstand der heutige Name Umbriatico. Von 1099 bis zum Jahre 1808 war der Ort Bischofssitz, dann wurden die beiden Diözesen Cariati und Umbriatico vereinigt zu einem Bistum mit Sitz in Cariati. Umbriatico sieht sich aber auch als Erbin der Stadt und Diözese von Paternum, das als Bistum seit 431 bezeugt ist.

## Sehenswürdigkeiten
Der Dom S. Donato Vescovo wurde vom 10. bis zum 12. Jahrhundert erbaut und gehört zu den 8 wichtigsten romanischen Kirchenbauten in Kalabrien. Die Annahme, dass die bemerkenswerte Krypta ursprünglich ein vorchristlicher Tempel gewesen sei, der dann zur christlichen Kathedrale umgewidmet worden wäre, wurde durch Ausgrabungen widerlegt: Diese Krypta ist wahrscheinlich aus dem 11. Jahrhundert. Der Dom wurde im Laufe der Zeit stark verändert; die barocke Ausstattung aus dem 18. Jahrhundert wurde bei der Renovierung um 1950 vollständig entfernt.
Am Ortsrand befinden sich Reste von Verteidigungsanlagen.